# Mikh McKinney
Mikhael Alexander Mercado "Mikh" McKinney (Union City, California, 26 de enero de 1992) es un baloncestista estadounidense que pertenece a la plantilla de Astros de Jalisco de la CIBACOPA. Con 1,85 metros de estatura, juega en la posición de base.

## Trayectoria deportiva

### Universidad
Pasó un año en el community college de Ohlone, en el que promedió 14,0 puntos, 3,5 rebotes y 3,8 asistencias por partido, siendo elegido en el mejor quinteto de la Coast Conference. Fue transferido posteriormente a los Universidad de Sacramento State de la Universidad Estatal de Sacramento, donde jugó tres temporadas más, en las que promedió 16,1 puntos, 3,3 rebotes y 4,1 asistencias por partido. Fue incluido en sus dos últimas temporadas en el mejor quinteto de la Big Sky Conference, y además fue elegido Jugador del Año en 2015.

### Profesional
Tras no ser elegido en el Draft de la NBA de 2015, el 27 de julio firmó un contrato por dos temporadas con el Port of Antwerp Giants de la liga belga. Jugó únicamente una temporada, en la que promedio 7,8 puntos y 2,2 asistencias por partido.
El 30 de octubre de 2016 fue elegido por los Northern Arizona Suns en la segunda ronda del Draft de la NBA Development League, pero fue despedido antes del comienzo de la liga. El 1 de diciembre firmó con los Delaware 87ers.